# Half-Breeds
Half-Breeds, eigentlich Bezeichnung der aus Vermischung französisch-kanadischer Männer und indianischer Frauen hervorgegangenen Abkömmlinge (siehe Bois-Brulés), war der Name einer Faktion der Republikanischen Partei in den Vereinigten Staaten, die sich Conklings Einfluss widersetzte und 1880 gegen eine erneute Kandidatur Grants Einspruch erhob. Ihre wichtigste Führungsfigur war James G. Blaine aus Maine.
Der damalige US-Präsident James A. Garfield neigte mehr den Half-Breeds zu als ihren Gegnern, den von Conkling geführten Stalwarts. Als September 1882 Sekretär Charles J. Folger für den Gouverneursposten von New York nominiert wurde, enthielten sich die Half-Breeds der Wahl, woraufhin der Demokrat Stephen Grover Cleveland gewählt wurde.
1890 waren die beiden Faktionen der Half-Breeds und Stalwarts wieder vereinigt.